# 餅鉄

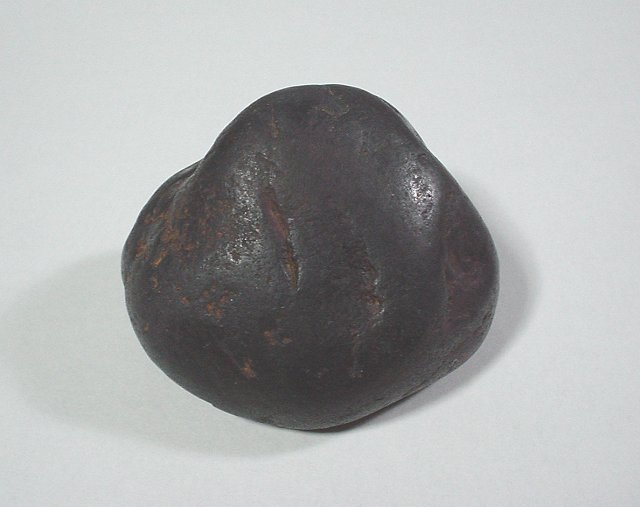
餅鉄（円礫磁鉄鉱）

餅鉄（べいてつ、もちてつ）は、河川に流されて磨耗し、円礫状になった磁鉄鉱（Fe3O4）のこと。こうした円礫状磁鉄鉱はその形状から餅鉄とも呼ばれ、土地の人からはベエ鉄ともベン鉄とも、また「まぐろ」や「ばふんてつ」とも呼ばれる。

## 概要
磁鉄鉱の産出地域の川の川原や山中にころがっていて、同じところにあつまっているわけではない。形状は川原の小石と変わるところはないが、色は黒く、持ってみると明らかに石より重い。磁鉄鉱なので磁石につく。
かつてたたら製鉄などの古代製鉄において、砂鉄と並ぶ重要な原料として盛んに採集、利用され、日本刀の材料にもなる。成分は60 %以上が酸化鉄で、砂鉄より不純物が少なく鉄にしやすいといわれる。
産地としては岩手県釜石市が有名、ほかに新潟県新発田市にもわずかに埋蔵する。